# Alepia fervida
Alepia fervida är en tvåvingeart som beskrevs av Freddy Bravo 2008. Alepia fervida ingår i släktet Alepia och familjen fjärilsmyggor. Inga underarter finns listade i Catalogue of Life.